# Homelands
Homelands (en català: Terres Natals) va ser la tretzena expansió de Magic: The Gathering i la setena de nivell expert, llençada l'octubre de 1995.

## Història
Aquesta expansió té lloc a una plana coneguda com a Ulgrotha. La plana va ser durant un temps un camp de batalla pels mags, fins que el travessa-planes Feroz hi va arribar. Amb la intenció de protegir la plana, i amb l'ajuda de Serra, va crear un exèrcit de travessa-planes per evitar que la resta de criatures s'hi poguessin establir.
Terres natals va començar fa 600 anys, durant la guerra entre la raça dels Tolgath (travessa-planes amb desig de coneixement) i els ancians, mags preparats per defendre cruelment els seus misteris. Una Tolgath travessa-planes anomenada Ravi, va utilitzar un artefacte anomenat la campana de l'apocalipsi, heretada del seu mestre, per destruir tota les vides i terres d’Ulgrotha.

## Mecànica del joc
En les 140 cartes d'aquesta expansió no s'hi van introduir noves habilitats, o sigui que es van utilitzar les ja habituals i les introduïdes en el bloc Edat de gel. La més notable, heretada de l'Edat de gel, la cantrip : habilitat que et permet agafar una carta extra en el començament del següent torn de joc com a complement de l'efecte normal de l'encanteri. Més endavant, es van introduir els cantrips d'efecte immediat.
Terres Natals també va incloure criatures llegendàries d'un sol color, seguint el criteri de l'Edat de gel. A Terres Natals cada color tenia un mínim d'una criatura llegendària i un màxim de quatre.

## Cartes principals
- Autumn Willow – Criatura llegendària verda, a la qual no se li poden llançar efectes ni encanteris.

- Merchant Scroll – Donat a la seva habilitat com a tutor aquesta carta va ser restringida a format Vintage, el 20 de juny del 2008.[1]

## Rebuda
Comparada amb anteriors expansions, Terres Natals va tenir una inesperada poca rebuda pel seu baix nivell, amb molt poques cartes aprofitables per a campionats competitius. Per això, el següent bloc es van esperar vuit mesos a llençar-lo al mercat (la pausa més gran en la història del Magic: The Gathering).